# Llista de presidents de Mèxic
Des de la creació de la federació mexicana fins al 2008 cinquanta-vuit persones han ocupat el càrrec de president de Mèxic—sense prendre a compte els tres presidents conservadors durant la Guerra de Reforma, desconeguts pel president constitucional, però itinerant, Benito Pablo Juárez García; ni tampoc Gabriel Valencia que ocupà el càrrec tres dies, però no és reconegut per tots els historiadors, ni José María Iglesias, que va reclamar la presidència quan Sebastián Lerdo de Tejada fou destituït per les forces revolucionàries de Porfirio Díaz, per uns mesos abans d'exiliar-se.

## Primera República Federal

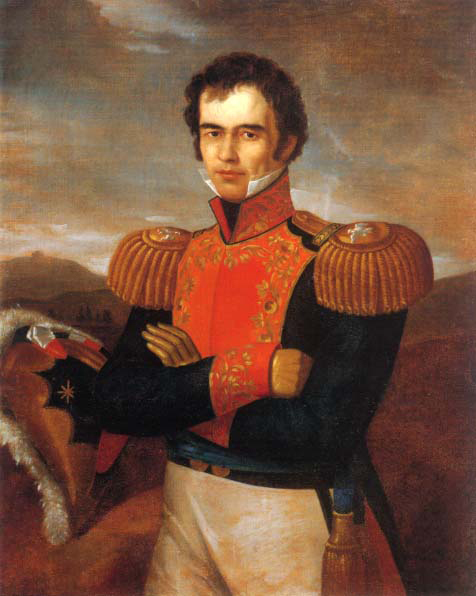
Guadalupe Victoria

Després de la caiguda del Primer Imperi Mexicà, encapçalat per Agustí I de Mèxic, el govern provisional va estar encapçalat per un triumvirat, fins a la promulgació de la Constitució de 1824. Aquesta constitució emulava el sistema electoral nord-americà, establia un col·legi electoral en què el candidat havia de guanyar el vot col·legial i no pas el vot proporcional. La constitució establia una unió d'estats autònoms units en una federació.
- 1824–1829: Guadalupe Victoria
- 1829–1829: Vicente Guerrero
- 1829–1829: José María Bocanegra
- 1829–1829: Pedro Vélez
- 1830–1832: Anastasio Bustamante
- 1832–1832: Melchor Múzquiz
- 1832–1833: Manuel Gómez Pedraza
- 1833–1833: Valentín Gómez Farías
- 1833–1835: Antonio López de Santa Anna

## Primera República Central

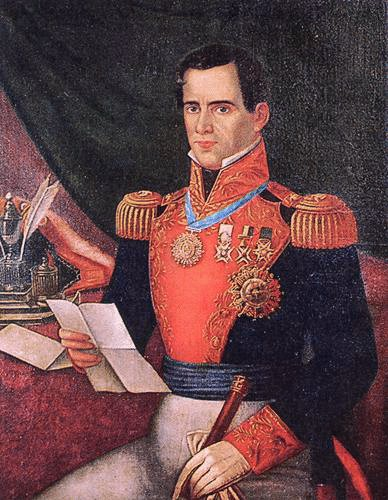
Antonio López de Santa Anna

Amb l'arribada dels conservadors al poder, es va establir el sistema centralista a Mèxic, abolint la federació. Els estats es van convertir en departaments o províncies els governadors de les quals eren assignats pel president de la República. No es va promulgar cap constitució, sinó una sèrie de lleis anomenades les "Set Lleis". Amb la dissolució de la federació, Texas i Yucatán, van declarar-ne la independència.
- 1835–1836: Miguel Barragán
- 1836–1837: José Justo Corro
- 1837–1839: Anastasio Bustamante
- 1839–1839: Antonio López de Santa Anna
- 1839–1839: Nicolás Bravo
- 1839–1841: Anastasio Bustamante
- 1841–1841: Francisco Javier Echeverría

### Règim anticonstitucional
- 1841–1842: Antonio López de Santa Anna

## Segona República Central
Després del breu període dictatorial de López de Santa Anna, es van promulgar les Bases Orgàniques de la República. Es confirmava el govern centralista.
- 1842–1843: Nicolás Bravo
- 1843–1843: Antonio López de Santa Anna
- 1843–1844: Valentín Canalizo
- 1844–1844: Antonio López de Santa Anna
- 1844–1844: Valentín Canalizo
- 1844–1845: José Joaquín de Herrera
- 1846–1846: Mariano Paredes y Arrillaga
- 1846–1846: Nicolás Bravo

## Segona República Federal
Es va restablir la federació mexicana. El 1846 comença el conflicte bèl·lic amb els Estats Units. Diversos presidents interins van ser designats quan el president en funcions havia d'encapçalar les forces militars de defensa. La República de Yucatán es va reincorporar a la federació després de la Guerra Estats Units-Mèxic.
- 1846–1846: José Mariano Salas
- 1846–1847: Valentín Gómez Farías
- 1847–1847: Antonio López de Santa Anna
- 1847–1847: Pedro María Anaya
- 1847–1847: José Manuel de la Peña y Peña
- 1847–1848: Pedro María Anaya
- 1847–1848: José Manuel de la Peña y Peña
- 1848–1851: José Joaquín de Herrera
- 1851–1853: Mariano Arista
- 1853–1853: Juan Bautista Ceballos

## Règim transitori d'excepció
El president Juan Bautista Ceballos va dissoldre les càmeres del Congrés de la Unió el 19 de gener de 1853 i va convocar un nou congrés, que no es va reunir, ja que les forces conservadores proclamaren com a president interí Manuel María Lombardini. Als pocs mesos Anotnio López de Santa Anna va retornar de l'exili i va ser elegit com a president per una vegada més. Santa Anna va rebre el mandat de reorganitzar la República i d'elaborar una nova constitució. Dos dies després que prengués el poder, Santa Anna va expedir les Bases per a l'Administració de la República, establint un règim transitori d'excepció, que en la pràctica fou un règim dictatorial.
- 1853–1853: Manuel María Lombardini
- 1853–1855: Antonio López de Santa Anna

## Tercera República Federal
Es va formar el Pla d'Ayutla per acabar amb la dictadura el 1854. Santa Anna va renunciar el 1855. Es va formar un Congrés Constituent que promulgaria una nova constitució federal el 1857.
- 1855–1855: Martín Carrera Sabat
- 1855–1855: Rómulo Díaz de la Vega
- 1855–1855: Juan Álvarez Hurtado
- 1855–1857: Ignacio Comonfort

### Guerra de Reforma

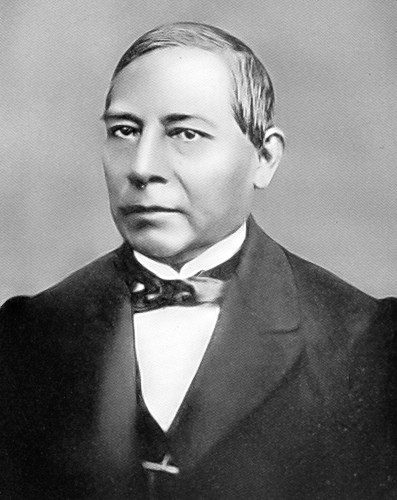
Benito Juárez

Les lleis dels liberals i la constitució federal, i les diferències entre conservadors i liberals van produir una guerra civil coneguda com la Guerra de Reforma. En ser deposat Ignacio Comonfort, Benito Juárez assumí la presidència constitucional de Mèxic, però va haver de fugir de la capital, en mans dels conservadors. Els següents presidents conservadors van governar des de la ciutat de Mèxic:
- 1858–1858: Félix María Zuloaga
- 1858–1859: Manuel Robles Pezuela
- 1859–1860: Miguel Miramón

Benito Juárez, sense reconèixer el govern conservador, va continuar exercint com a president, però itinerant, durant la Guerra de Reforma. Les forces liberals van guanyar les forces conservadores el 1861, i Juárez retornà a la capital.
- 1858–1863: Benito Pablo Juárez García

Amb els conservadors en el poder de bell nou el 1863 es va conformar una monarquia parlamentària, històricament coneguda com el Segon Imperi Mexicà. Maximilià d'Habsburg va ser coronat emperador de Mèxic, i va governar de 1864 a 1867. Benito Juárez va fugir cap al nord, i des de Chihuahua va formar un govern d'oposició a la monarquia. Encara que Europa va reconèixer el govern monàrquic, els Estats Units van reconèixer oficialment al govern republicà de Benito Pablo Juárez García.

## República Restaurada

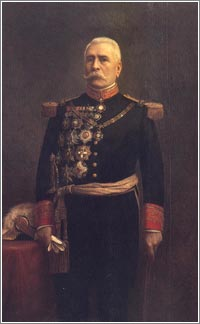
Porfirio Díaz

La Tercera República Federal va ser restaurada, sota la constitució de 1857.
- 1867–1872: Benito Pablo Juárez García
- 1872–1876: Sebastián Lerdo de Tejada
- 1876–1880: Porfirio Díaz
- 1880–1884: Manuel del Refugio González Flores
- 1884–1911: Porfirio Díaz

Començament de la Revolució Mexicana

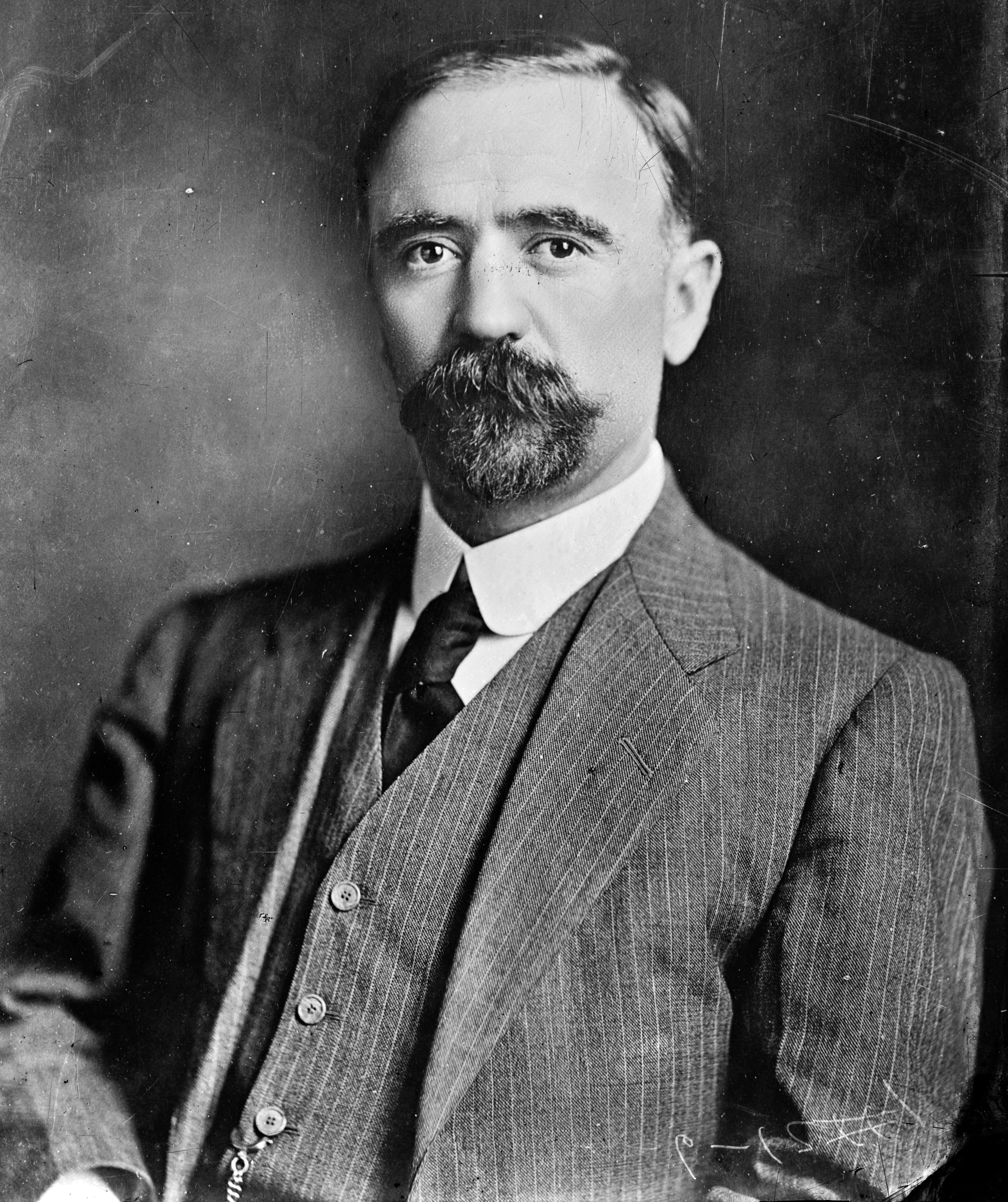
Francisco I. Madero

- 1911–1911: Francisco León de la Barra
- 1911–1913: Francisco Madero
- 18 de febrer, 1913–18 de febrer, 1913: Pedro Lascuráin Paredes (president interí per menys d'una hora, després de l'assassinat de Madero, organitzat per Victoriano Huerta, amb el suport de l'ambaixador nord-americà)
- 18 de febrer, 1913–14 de juliol, 1914: Victoriano Huerta
- 15 de juliol, 1914–agost, 1914: Francisco S. Carvajal
- 1914–1915: Eulalio Gutiérrez
- 1915–1915: Roque González Garza
- 1915–1915: Francisco Lagos Cházaro
- 1915–1917: Venustiano Carranza

## Període Post-Revolucionari o la Quarta República Federal

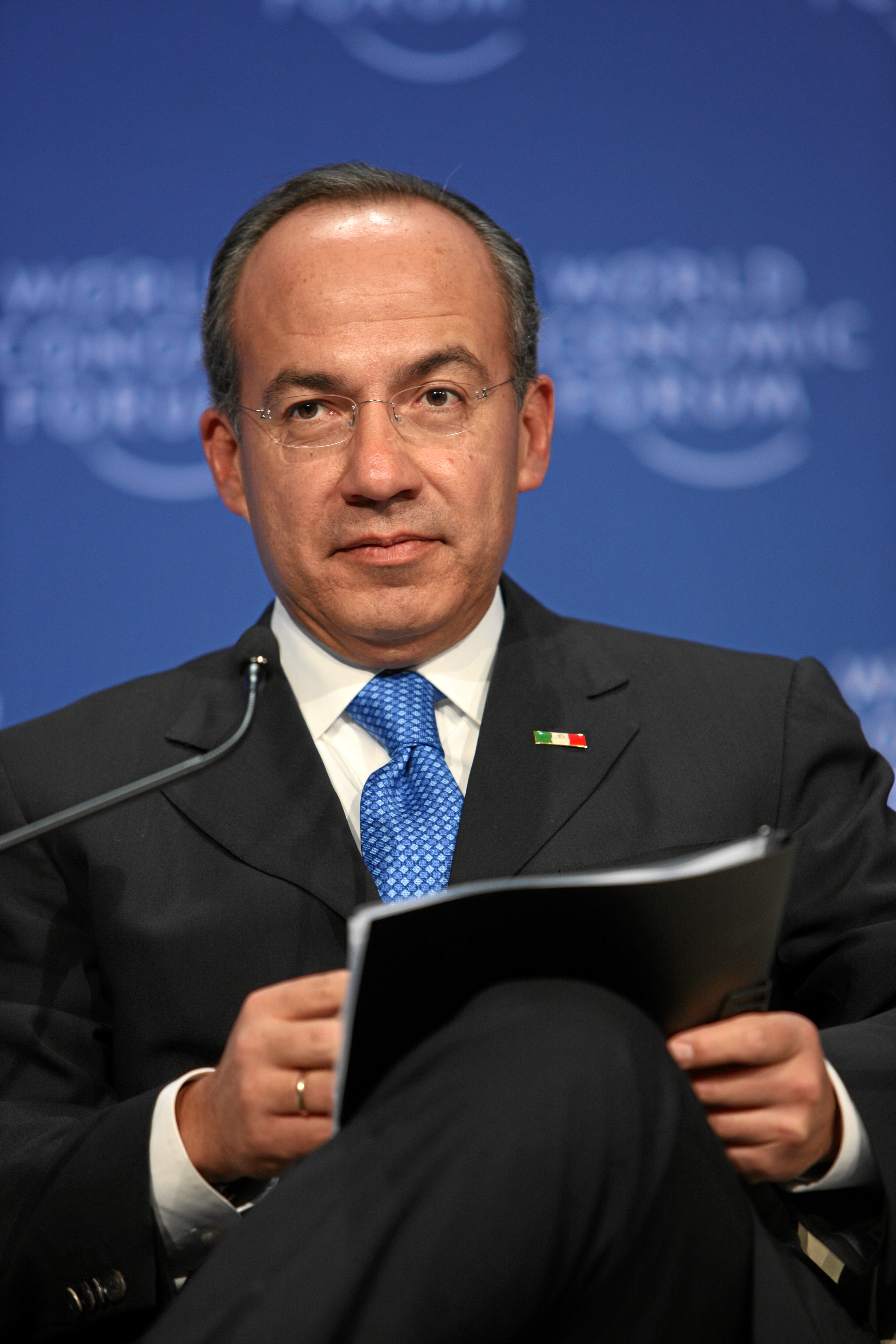
Felipe Calderón

Amb la promulgació de la Constitució de 1917, es va confirmar el federalisme mexicà. Aquest període representaria la Quarta República Federal, encara que és més conegut com a Període Constitucionalista o Període Post-Revolucionari. Des del 1930 totes les transicions presidencials han estat pacífiques.
- 1917–1920: Venustiano Carranza
- 1920: Adolfo de la Huerta
- 1920–1924: Álvaro Obregón
- 1924–1928: Plutarco Elías Calles
- 1928–1930: Emilio Portes Gil
- 1930–1932: Pascual Ortiz Rubio
- 1932–1934: Abelardo L. Rodríguez
- 1934–1940: Lázaro Cárdenas del Río
- 1940–1946: Manuel Ávila Camacho
- 1946–1952: Miguel Alemán
- 1952–1958: Adolfo Ruiz Cortines
- 1958–1964: Adolfo López Mateos
- 1964–1970: Gustavo Díaz Ordaz
- 1970–1976: Luis Echeverría
- 1976–1982: José López Portillo
- 1982–1988: Miguel de la Madrid
- 1988–1994: Carlos Salinas de Gortari
- 1994–2000: Ernesto Zedillo
- 2000–2006: Vicente Fox
- 2006–2012: Felipe Calderón
- 2012–2018: Enrique Peña Nieto
- 2018–2024: Andrés Manuel López Obrador
- 2024-actualitat: Claudia Sheinbaum Pardo